# والنوت بارك (كاليفورنيا)
والنوت بارك (بالإنجليزية: Walnut Park CDP, California)‏ هي منطقة سكنية تقع بولاية كاليفورنيا في الولايات المتحدة. تبلغ مساحتها 1.937 كم2، وترتفع عن سطح البحر 45 م، بلغ عدد سكانها 15,966 نسمة في عام 2010 حسب إحصاء مكتب تعداد الولايات المتحدة وتصل الكثافة السكانية فيها 8,242.6 نسمة لكل كيلومتر مربع (21,348.2/ميل2).

## التركيبة السكانية
حدّد مكتب تعداد الولايات المتحدة بيانات التركيبة السكانية لوالنوت بارك في تعداد الولايات المتحدة. في ما يلي، التركيبة السكانية حسب تعدادي 2000 و2010.

### تعداد عام 2000
بلغ عدد سكان والنوت بارك 16,180 نسمة بحسب تعداد عام 2000، وبلغ عدد الأسر 3,610 أسرة وعدد العائلات 3,192 عائلة مقيمة في المنطقة السكنية. في حين سجلت الكثافة السكانية 8,353.1 نسمة لكل كيلومتر مربع (21,634.4/ميل2). وبلغ عدد الوحدات السكنية 3,814 وحدة بمتوسط كثافة قدره 1,969 لكل كيلومتر مربع (5,099.7/ميل2).
وتوزع التركيب العرقي للمنطقة السكنية بنسبة 46.11% من البيض و0.36% من الأمريكيين الأفارقة و0.90% من الأمريكيين الأصليين و0.51% من الأمريكيين ذوي الأصول الآسيوية و0.14% من سكان جزر المحيط الهادئ و47.53% من الأعراق الأخرى و4.44% من عرقين مختلطين أو أكثر و95.77% من الهسبانيون أو اللاتينيون من أي عرق.
بلغ عدد الأسر 3,610 أسرة كانت نسبة 63.9% منها لديها أطفال تحت سن الثامنة عشر تعيش معهم، وبلغت نسبة الأزواج القاطنين مع بعضهم البعض 62.5% من أصل المجموع الكلي للأسر، ونسبة 17.6% من الأسر كان لديها معيلات من الإناث دون وجود شريك، بينما كانت نسبة 8.3% من الأسر لديها معيلون من الذكور دون وجود شريكة وكانت نسبة 11.6% من غير العائلات. تألفت نسبة 9% من أصل جميع الأسر من عدة أفراد يعيشون في نفس المنزل ونسبة 3.8% كانت تتألف من شخص يعيش بمفرده يبلغ من العمر 65 عاماً أو أكثر. وبلغ متوسط حجم الأسرة المعيشية 4.48، أما متوسط حجم العائلات فبلغ 4.62.
بلغ العمر الوسطي للسكان 27.0 عاماً. وكانت نسبة 33.4% من القاطنين تحت سن الثامنة عشر، وكانت نسبة 12.7% بين الثامنة عشر والرابعة والعشرين عاماً، ونسبة 31.3% كانت واقعةً في الفئة العمرية ما بين الخامسة والعشرين والرابعة والأربعين عاماً، ونسبة 15.9% كانت ما بين الخامسة والأربعين والرابعة والستين، ونسبة 6.6% كانت ضمن فئة الخامسة والستين عاماً فما فوق. يوجد لكل 100 أنثى 103.2 ذكر، ويوجد لكل 100 أنثى في الثامنة عشر من عمرها فما فوق 100.0 ذكر.
بلغ متوسط دخل الأسرة في المنطقة السكنية 35,837 دولارًا، أما متوسط دخل العائلة فبلغ 36,875 دولارًا. وكان متوسط دخل الذكور 23,211 دولارًا مقابل 19,539 دولارًا للإناث. وسجل دخل الفرد الخاص بالمنطقة السكنية 10,275 دولارًا. وكانت نسبة 19.9% من العائلات ونسبة 20.8% من السكان تحت خط الفقر، وكان من هؤلاء نسبة 24.2% تحت سن الثامنة عشر ونسبة 15.9% في الخامسة والستين من العمر وما فوق.

### تعداد عام 2010
بلغ عدد سكان والنوت بارك 15,966 نسمة بحسب تعداد عام 2010، وبلغ عدد الأسر 3,612 أسرة وعدد العائلات 3,161 عائلة مقيمة في المنطقة السكنية. في حين سجلت الكثافة السكانية 8,242.6 نسمة لكل كيلومتر مربع (21,348.2/ميل2). وبلغ عدد الوحدات السكنية 3,744 وحدة بمتوسط كثافة قدره 1,932.9 لكل كيلومتر مربع (5,006.2/ميل2).
وتوزع التركيب العرقي للمنطقة السكنية بنسبة 56.66% من البيض و0.44% من الأمريكيين الأفارقة و1.73% من الأمريكيين الأصليين و0.56% من الأمريكيين ذوي الأصول الآسيوية و0.01% من سكان جزر المحيط الهادئ و37.29% من الأعراق الأخرى و3.31% من عرقين مختلطين أو أكثر و97.35% من الهسبانيون أو اللاتينيون من أي عرق.
بلغ عدد الأسر 3,612 أسرة كانت نسبة 58.9% منها لديها أطفال تحت سن الثامنة عشر تعيش معهم، وبلغت نسبة الأزواج القاطنين مع بعضهم البعض 57% من أصل المجموع الكلي للأسر، ونسبة 20.7% من الأسر كان لديها معيلات من الإناث دون وجود شريك، بينما كانت نسبة 9.8% من الأسر لديها معيلون من الذكور دون وجود شريكة وكانت نسبة 12.5% من غير العائلات. تألفت نسبة 8.8% من أصل جميع الأسر من عدة أفراد يعيشون في نفس المنزل ونسبة 3.6% كانت تتألف من شخص يعيش بمفرده يبلغ من العمر 65 عاماً أو أكثر. وبلغ متوسط حجم الأسرة المعيشية 4.42، أما متوسط حجم العائلات فبلغ 4.51.
بلغ العمر الوسطي للسكان 30.2 عاماً. وكانت نسبة 29.7% من القاطنين تحت سن الثامنة عشر، وكانت نسبة 11.6% بين الثامنة عشر والرابعة والعشرين عاماً، ونسبة 30.2% كانت واقعةً في الفئة العمرية ما بين الخامسة والعشرين والرابعة والأربعين عاماً، ونسبة 20.5% كانت ما بين الخامسة والأربعين والرابعة والستين، ونسبة 8.1% كانت ضمن فئة الخامسة والستين عاماً فما فوق. وتوزع التركيب الجنسي للسكان بنسبة 50.4% ذكور و49.6% إناث.